# نورمان كورنيليوس
نورمان كورنيليوس (5 يونيو 1886 - 21 أكتوبر 1963 في المملكة المتحدة) (بالإنجليزية: Norman Cornelius)‏ هو لاعب كريكت بريطاني (وحمل سابقاً جنسية المملكة المتحدة لبريطانيا العظمى وأيرلندا). لعب مع نادي مقاطعة غلوستر للكريكت ‏.

## وصلات خارجية
- نورمان كورنيليوس على موقع إي آس بي آن كريك إنفو (الإنجليزية)